# Forero (apellido)
Forero  es un apellido Sefardí, oriundo de Sevilla (Andalucía), durante el periodo musulmán de la península ibérica. Tiene un origen de oficio, ya que el forero era el encargado de cobrar las rentas debidas por fuero.

## Descripción del escudo de armas
En campo de oro, dos herraduras  de sable coronadas con cruces en gules.